# 김태진 (1995년)
김태진(金太珍, 1995년 10월 7일 ~ )은 KBO 리그 키움 히어로즈의 내야수이다. 그의 형은 전 KBO 리그 NC 다이노스의 포수인 김민욱이다.

## 아마추어 시절
서울수유초등학교 2학년 때부터 야구를 시작했다. 당시 포지션은 중견수였으나 5학년 때부터 2루수, 유격수를 맡았고 팀 사정에 따라 투수, 포수로 활동하기도 했다. 신일고등학교 2학년 때부터 유격수 겸 톱 타자를 맡았으며 3학년이던 2013년에는 세계 청소년 야구 선수권 대회에 선발돼 외야수로 8경기에 출전해 13안타, 타율 0.419, 5도루로 맹활약했다.

## NC 다이노스시절
2014년 신인 드래프트에서 2차 4라운드 45순위로 지명됐다.
2015년 7월 12일에 처음으로 1군 엔트리에 포함됐다. 7월 16일 SK 와이번스와의 경기에서 데뷔 첫 경기를 치렀고, 경기에서 3타수 무안타를 기록했다.
2015년에 2군 86경기에 출전해 4할대 타율, 109안타, 장타율 0.565, 출루율 0.443을 기록했고, 퓨처스리그 타율상을 수상했다.

## 경찰 야구단시절
2017년에 입단하였다.

## NC 다이노스복귀
2018년에 복귀하였다.

### 2019년 시즌
9월 10일~9월 15일까지 경기에서 5경기에서 타율 0.348(23타수 8안타), 6타점을 기록했다. 9월 12일 kt 위즈와의 경기에서 3타점을 기록했고, 9월 13일 경기에서 4타수 3안타, 1타점을 기록했다. 이 활약으로 일간스포츠, 조아제약에서 시상하는 9월 둘째 주 MVP로 선정했다.
시즌 123경기에 출전해 2할대 타율, 103안타, 44득점을 기록했다.
플레이어스 초이스 어워드에서 올해의 신인상을 수상했다.

## KIA 타이거즈시절
2020년 8월 12일 당시 NC 다이노스 소속이었던 그와 장현식, KIA 타이거즈 소속이었던 문경찬, 박정수와 2:2 트레이드를 통해 이적하였다. 9월 5일에 트레이드 후 첫 안타를 쳐 냈다.

## 키움 히어로즈시절
2022년 4월 24일 당시 키움 히어로즈 소속이었던 박동원과 2023년 KBO 리그 신인 드래프트 2라운드 지명권, 10억원을 포함한 1:1 트레이드를 통해 이적하였다.

## 등번호
- '84' (2014년 ~ 2016년)
- '41' (2018년)
- '6' (2019년 ~ 2020년, 2022년)
- '19' (2020년)
- '5' (2021년 ~ 2022년)
- '27' (2022년)
- '2' (2023년)
- '1' (2024년~)

## 경력

### 국가대표 경력
- 2013년 세계 청소년 야구 선수권 대회

### 수상
- 2015년 퓨처스 리그 타율상

## 별명
- NC 다이노스 시절 구단주인 김택진의 가운데 글자인 '택'에서 'ㄱ'을 빼면 그의 이름이어서 구단주의 가운데 글자인 '단'에서 'ㄴ'을 뺀 '구다주'라고 불렸다.

## 출신 학교
- 서울수유초등학교
- 서울 신일중학교
- 신일고등학교

## 통산 기록
| 연도 | 팀명  | 타율  | 경기 | 타수 | 득점 | 안타 | 2루타 | 3루타 | 홈런 | 루타 | 타점 | 도루 | 도실 | 볼넷 | 사구 | 삼진 | 병살 | 실책 |
| ---- | ----- | ----- | ---- | ---- | ---- | ---- | ----- | ----- | ---- | ---- | ---- | ---- | ---- | ---- | ---- | ---- | ---- | ---- |
| 2015 | NC    | 0.000 | 1    | 3    | 0    | 0    | 0     | 0     | 0    | 0    | 0    | 0    | 0    | 0    | 0    | 0    | 0    | 0    |
| 2016 | NC    | 0.500 | 2    | 2    | 1    | 1    | 0     | 0     | 0    | 1    | 0    | 0    | 0    | 0    | 0    | 0    | 0    | 0    |
| 2018 | NC    | 0.355 | 20   | 31   | 5    | 11   | 0     | 0     | 1    | 14   | 3    | 1    | 2    | 3    | 0    | 5    | 0    | 3    |
| 2019 | NC    | 0.275 | 123  | 374  | 44   | 103  | 14    | 5     | 5    | 142  | 46   | 12   | 4    | 16   | 1    | 67   | 3    | 3    |
| 2020 | KIA   | 0.236 | 82   | 263  | 28   | 62   | 5     | 1     | 1    | 72   | 23   | 7    | 4    | 13   | 1    | 45   | 2    | 9    |
| 2021 | KIA   | 0.276 | 99   | 381  | 43   | 105  | 12    | 5     | 1    | 130  | 36   | 8    | 5    | 23   | 0    | 64   | 7    | 17   |
| 2022 | 키움  | 0.268 | 77   | 254  | 37   | 68   | 5     | 1     | 0    | 75   | 20   | 1    | 2    | 17   | 1    | 30   | 4    | 6    |
| 2023 | 키움  | 0.275 | 74   | 200  | 17   | 55   | 5     | 0     | 0    | 60   | 16   | 0    | 0    | 5    | 1    | 23   | 1    | 8    |
| 2024 | 키움  | 0.222 | 81   | 189  | 26   | 42   | 6     | 3     | 0    | 54   | 10   | 0    | 0    | 7    | 0    | 27   | 1    | 4    |
| 통산 | 9시즌 | 0.263 | 559  | 1697 | 201  | 447  | 47    | 15    | 8    | 548  | 154  | 29   | 17   | 84   | 4    | 261  | 18   | 50   |

## 가족관계
- 배우자 : 홍나현 (2024년 12월 7일 결혼예정)